# Alexandru al III-lea al Scoției
Alexandru al III-lea (n. 11 septembrie 1241, Roxburgh⁠(d), Scoția, Regatul Unit – d. 26 martie 1286, Fife, Scoția, Regatul Unit) a fost regele Scoției din 1249 până la moartea sa, în 1286.

## Primii ani și domnia
Alexandru s-a născut la Roxburgh, fiind singurul fiu al lui Alexandru al II-lea al Scoției și a celei de-a doua sa soție, Maria de Coucy. Alexandru al III-lea a fost nepotul lui William Leul. Tatăl lui Alexandru a murit pe 8 iulie 1249 iar el a devenit rege la vârsta de șapte ani, fiind încoronat la Score pe 13 iulie 1249.
În anii minorității sale a înfruntat lupte pentru controlul afacerilor între cele două părți rivale, una condusă de Walter Comyn, Conte de Menteith, iar cealaltă de Alan Dunward, Justiciar de Scoția. Cel dintâi a dominat primii ai ai domniei lui Alexandru. La căsătoria sa cu Margareta a Angliei în 1251, Henric al III-lea al Angliei a profitat de oportunitatea de a cere omagiu de la ginerele său pentru regatul scoțian, dar Alexandru nu a respectat tratatul. În 1255, o întâlnire între regii englezi și scoțieni de la Kelso l-a adus pe Dunward și pe susținătorii acestuia învingători în fața lui Menteith.
La atingerea majoratului (la vârsta de 21 de ani), în 1262, Alexandru și-a declarat intenția de a relua proiectele de pe Insulele de Vest, fiind întrerupte cu 30 de ani în urmă de la moartea tatălui său. El a depus o cerere formală în fața reglui norvegian Haakon, însă acesta a respins cererea iar anul următor a răspuns printr-o invazie formidabilă. Navigând în jurul coastei de vest a Scoției, el a oprit pe Insula Arran unde au început negocierile. Alexandru a prelungit discuțiile până când furtunile de toamnă trebuiau să înceapă. Haakon, obosit de atâta întârziere, a atacat, întâlnindu-se cu o furtună teribilă care a deteriorat foarte multe din navele sale. Bătălia de la Larges (octombrie 1263) s-a dovedit a fi indecisă, dar chiar și așa, poziția lui Haakon rămânea fără speranță. Uimit, el s-a întors acasă și a murit la Orkney pe 15 decembrie 1263. Insulele erau acum la dispoziția lui Alexandru iar în 1266, succesorul lui Haakon a încheiat Tratatul de la Perth, prin care ceda Insula Man și Insulele de Vest până la Scoția, în schimbul unei plăți. Norvegia a păstrat doar Orkney și Shetland.

## Succesiunea
Alexandru s-a căsătorit cu Margareta, fiica regelui Henric al III-lea al Angliei, pe 26 decembrie 1251. Ea a murit în 1275, după ce a dat naștere unei fete și doi băieți:
- Margareta (28 februarie 1261 - 9 aprilie 1283), s-a căsătorit cu Regele Eric al II-lea al Norvegiei
- Alexandru, Prinț de Scoția (21 ianuarie 1264 - 28 ianuarie 1284)
- David (20 martie 1272 - iunie 1281)

Spre sfârșitul domniei lui Alexandru, moartea celor trei copii ai săi la câțiva ani după ce s-au născut a creat problema succesiunii. În 1284 el a recunoscut-o ca moștenitoare pe nopoata lui, Margareta, Fecioara Norvegiei. Nevoia unui moștenitor de sex masculin l-a determinat să contracteze o a doua căsătorie cu Yolande de Dreux pe 1 noiembrie 1285.
Moartea subită a regelui a spulberat toate șansele pentru un moștenitor. Alexandru a murit căzând de pe cal în timp ce călărea pentru a o vizita pe regină în Regatul File, pe 18 martie 1286. A petrecut seara la Castelul Edinburgh celebrându-și a doua căsătorie și participând la o întâlnire cu consilierii regali. El a fost sfătuit de către aceștia să nu căsătorească la Fife din cauza condițiilor meteorologice, însă acesta a plecat oricum. Alexandru s-a separat de suita sa și se crede că în întuneric, calul său s-a împiedicat. Regele în vârsta de 44 de ani a fost găsit mort pe malul apei în dimineața următoare, cu gâtul rupt. Unele surse susțin că acesta a căzut pe de o stâncă. Deși nu există nici o stâncă în locul unde a fost găsit trupul său, a fost găsit un dig abrupt care ar fi putut fi fatal în întuneric. După moartea lui Alexandru, tărâmul său puternic a fost aruncat într-o perioadă întunecată, care va duce în cele din urmă la război cu Anglia. Alexandru a fost îngropat la Abația Dunfermline.
Pentru că Alexandru nu a avut copii supraviețuitori, moștenitorul tronului era copilul încă nenăscut al reginei Yolande. Când sarcina Yolandei s-a încheiat cu un avort spontan, nepoata lui Alexandru, Margareta a devenit moștenitoarea tronului. Margareta a murit fără să fie încoronată, în drum spre Scoția, în 1290.